# Tractatus logico-philosophicus
El Tractatus Logico-Philosophicus es el título de una obra de Ludwig Josef Johann Wittgenstein. Surgió como resultado de sus notas y de correspondencia mantenida con Bertrand Russell, George Edward Moore y Keynes, escritas entre 1914–1916, mientras servía como teniente del ejército austro-húngaro y, posteriormente, como prisionero de guerra en Italia, durante la Primera Guerra Mundial. El texto evolucionó como una continuación, y una reacción a las concepciones de Russell y Frege, sobre la lógica y el lenguaje. Apareció publicado originalmente en alemán, en 1921, bajo el título de Logisch-philosophische Abhandlung, después en inglés un año más tarde, con el título actual en latín. Junto a sus Investigaciones filosóficas, este texto es una de las obras mayores de la filosofía de Wittgenstein. Recientemente se ha publicado una edición crítica en castellano en la que se corrigen los errores desarrollados en la traducción al inglés y su correspondientes traducciones al español. 
Obra bastante breve en extensión (alrededor de 70 páginas) pero muy compleja, el Tractatus dio lugar a numerosas interpretaciones. Mientras que el significado más profundo del texto era ético para Wittgenstein, la mayor parte de las lecturas han destacado su interés para la lógica y la filosofía del lenguaje. No fue sino hasta mucho más tarde, que estudios más recientes han empezado a destacar el aspecto místico de la obra como algo central.
Considerado ampliamente como uno de los libros de filosofía más importantes del siglo XX, este texto ejerció una influencia crucial en el positivismo lógico y en general sobre el desarrollo de la filosofía analítica. Así mismo, hizo del joven Wittgenstein uno de los exponentes del atomismo lógico junto a Bertrand Russell.

## Naturaleza y estructura
El libro se enfrenta a los problemas centrales de la filosofía que tienen que ver con el mundo, el pensamiento y el lenguaje, y presenta una "solución" (como la denomina Wittgenstein) a estos problemas, la cual está fundada en la lógica y en la naturaleza de la representación. El mundo está representado por el pensamiento, el cual es una proposición con significado, puesto que todos (el mundo, el pensamiento y la proposición) comparten la misma forma lógica. Por lo tanto, el pensamiento y la proposición pueden ser imágenes de los hechos.
A pesar de su título (Tratado lógico-filosófico), el Tractatus no se supone una "obra de enseñanza". Según el autor, el libro no contiene entonces tesis propiamente dichas. Este aspecto no doctrinario explica en parte el carácter globalmente no argumentativo de la obra: Wittgenstein enumera una gran cantidad de sus aforismos sin presentar ni argumentos ni ejemplos. Los pensamientos que expresa no pudiendo quizás comprenderse más que por alguien que ya los haya pensado con antelación, argumentar pues, no es lo esencial.
La obra se compone de siete aforismos principales, ordenados del menos al más importante. Cada aforismo, con excepción del último, está seguido de observaciones que lo atañen. La numeración de sus observaciones puede parecer desconcertante a primera vista: Así, el aforismo 2 está seguido de 2.01 luego de 2.1, e igualmente el aforismo 3 está seguido del 3.001, 3.01, ... 3.03, 3.031, etc. De hecho esta numeración retoma la lógica matemática de la proximidad numérica para indicar el grado de la observación efectuada en relación con el aforismo o a la observación que la precede: Así, 3.001 es más cercano a 3 que 3.01: Una interpretación posible es que 3.001 indica una relación tenue del tipo de una definición conceptual de los términos del aforismo, mientras que 3.01 señala las implicaciones inmediatas del aforismo, 3.1 amplía los campos de comprensión del aforismo...
Podríamos desprender la estructura del libro de la siguiente manera:
- Las secciones 1. y 2. tratan sobre cuestiones ontológicas; presentan la metafísica del Tractatus.
  - 1. trata sobre el mundo.
  - 2. trata sobre la naturaleza de los hechos.
- Las secciones 3. a 6. tratan sobre la imagen del mundo.
  - 3. desarrolla la noción de imagen.
  - 4. expone la filosofía del lenguaje y la concepción de la filosofía de Wittgenstein.
  - 5. y 6. presentan una "teoría" de la lógica y de su naturaleza.
- La última proposición 7. hace referencia al aspecto inefable del contenido del Tractatus.

En contra de la estructura del libro real, podemos también concebir otro plan de la obra apoyándonos en una declaración de Wittgenstein:

Mi libro consiste de dos partes: la aquí presentada, más lo que no escribí. Y es justamente esta segunda parte la más importante. Mi libro traza, por así decirlo, desde el interior los límites de la esfera ética, y estoy convencido que esta es la ÚNICA forma rigurosa de trazar sus límites. En pocas palabras, considero que ahí en donde tantos otros hoy peroran, me las arreglé para poner todo bien en su sitio callándome sobre ese asunto.

Podríamos entonces considerar el plan del libro como articulándose alrededor de la distinción parte escrita/parte no-escrita.

## Propósito del libro
El Tractatus Logico-philosophicus es una obra acerca del significado. Se trata de trazar los límites del significado, de separar lo que puede decirse y lo que no puede decirse. En efecto, no todo puede decirse de forma sensata, existen para Wittgenstein límites a la expresión de los pensamientos. El autor no sostiene aquí que haya pensamientos en sí mismos desprovistos de significado, sino más bien que no todos los pensamientos son expresables. La obra tiene entonces por objeto establecer los criterios que hacen que una exposición tenga sentido, determinar lo que podemos decir y lo que debemos callar. El veredicto de Wittgenstein es claro: el ámbito de lo que puede decirse y el del significado se traslapan, intentar expresar lo indecible en el lenguaje no lleva sino a una exposición carente de significado. El Tractatus es entonces una obra de delimitación: Wittgenstein expone los criterios del significado y en qué casos no se cumple con dichos criterios.
Esta demarcación no es sin embargo una desvalorización de lo inefable. Wittgenstein reconoce la importancia de lo inefable, pero es reconociéndolo como tal que lo "ponemos en su sitio". Para darle su importancia real a lo indecible, hace falta comprenderlo como tal y no tratar de comunicarlo por medio del lenguaje. La fórmula de la introducción resume entonces de buena manera el libro: "Todo lo que puede ser expresado en absoluto puede ser expresado claramente, y sobre aquello que no puede ser expresado debemos guardar silencio".

## Los aforismos
1. El mundo es todo lo que es el caso. Die Welt ist alles, was der Fall ist.
2. Lo que es el caso, los hechos, es el darse de estados de las cosas.Was der Fall ist, die Tatsache, ist das Bestehen von Sachverhalten.
3. Una figura lógica de hechos es un pensamiento.Das logische Bild der Tatsache ist der Gedanke.
4. Un pensamiento es una proposición con sentido.Der Gedanke ist der sinnvolle Satz.
5. Una proposición es una función de verdad de las proposiciones elementales. (Una proposición elemental es una función de verdad de sí misma).Der Satz ist eine Wahrheitsfunktion der Elementarsätze.
6. La forma general de una función de verdad es: [p, ξ, N(ξ)]. Esta es la forma general de una proposición.Die allgemeine Form der Wahrheitsfunktion ist: [p, ξ, N(ξ)]. Dies ist die allgemeine Form des Satzes.
7. Sobre lo que no se puede hablar hay que callar.Wovon man nicht sprechen kann, darüber muß man schweigen.

## La metafísica delTractatus
El Tractatus empieza con una serie de aforismos sobre la ontología, pero ya que dichas proposiciones no se presentan como tesis, hablar de una "ontología" wittgensteniana no sería del todo adecuado desde la perspectiva del autor. De forma resumida empezando sin embargo, con lo que parece ser una metafísica, Wittgenstein ve el mundo como conformado (1) por hechos, en lugar de objetos en la concepción atomista tradicional. Los hechos son (2) estados de cosas existentes, los cuales a su vez son combinaciones de objetos. Los objetos pueden acoplarse de varias maneras determinadas; pueden tener diversas propiedades y pueden mantener diversas relaciones entre sí. Los objetos se combinan entre sí de acuerdo a sus propiedades lógicas internas, las cuales, en otras palabras, determinan las posibilidades de sus combinaciones con otros objetos, i.e., su forma lógica. De modo que los estados de cosas, en tanto están compuestos de objetos en combinación, son inherentemente complejos. Los estados de cosas que efectivamente existen podrían haber sido de otro modo. Lo cual significa que los estados de cosas son o bien factuales (existentes) o posibles. Y es la totalidad de los estados de cosas (los existentes y los posibles) que integran el conjunto de la realidad. El mundo es justamente aquellos estados de cosas que efectivamente existen.

### Hechos
Una de las nociones más importantes del Tractatus es la noción de hecho, que aparece desde la segunda proposición (1.1).

"1.1. El mundo es la totalidad de los hechos, no de las cosas".

"1.2. El mundo se descompone de hechos".

El mundo no es un conjunto de objetos: de árboles, de personas, de ciudades, etc.; el mundo está compuesto de hechos como "la nieve es blanca", "él corre deprisa", etc. Esto pone de manifiesto el aspecto atomista de la filosofía de Wittgenstein, el mundo se compone de elementos simples (los hechos), y gracias al análisis llegamos a esos elementos. Contrario a la opinión de Russell, Wittgenstein considera que es el hecho, y no los objetos, el elemento lógico fundamental del mundo.
El hecho queda definido como "lo que es el caso". El hecho responde a un criterio de independencia: un hecho puede o no ser el caso sin que esto influya en el resto de lo que existe (1.21).

#### Hecho y objeto
Aunque el hecho sea la unidad básica para Wittgenstein, el hecho está a su vez compuesto de objetos. Esta composición tiene dos rasgos fundamentales: 1) es articulada y 2) no necesita un elemento distinto a los objetos mismos para ser establecida.Veamos con detenimiento cada una de estas características:
1) La composición de los hechos por los objetos es articulada
Esto significa que un hecho no se trata de un simple agregado "en lista" de objetos, sino de un modo particular de estar juntos. Lo importante de los objetos en un hecho es la manera en que se relacionan y no su suma. Sean dos objetos a y b, entonces podemos representar un hecho que los implica como aRb donde R significa la manera particular en que a entra en relación con b. Bien podría pensarse un hecho cuyos objetos sean a y b, pero cuya relación sea del todo distinta, siendo representada como aSb, etc. Si la concatenación de objetos en un hecho fuese un simple agregado, podríamos representarla como ab, mas esta nomenclatura no rescataría lo esencial del pensamiento de Wittgenstein: una colección determinada de objetos puede relacionarse de múltiples formas para dar distintos hechos.
A la manera particular en que dos o más objetos se relacionan en un hecho la llama Wittgenstein la estructura del hecho. A su vez, a la posibilidad de la estructura la llama la forma del hecho.
Cuando Wittgenstein lleva al extremo este pensamiento aparece su rasgo filosófico: el mundo actual y existente es una concatenación o articulación de objetos posible entre muchas otras. Sin embargo, los objetos son esencialmente los mismos en cada uno de ellos. Por este motivo concluirá que los objetos son la sustancia de mundo, esto es, aquello invariable a través de los cambios.
2) La composición de los hechos por los objetos no necesita un elemento distinto a los objetos mismos para ser establecida
Lo anteriormente expuesto puede llevar a la pregunta "¿Es R un elemento que une a a y b en una relación?" Esta es una confusión ontológica en la que Wittgenstein no desea caer. No se trata aquí de postular la existencia de dos o más clases de objetos, por ejemplo, los objetos "objetuales" y los objetos "relacionales" que juntos establecerían una relación. Vistas las cosas bajo esa óptica errónea siempre cabría la pregunta "¿qué relaciona los elementos a, R y b?, ¿No ese el verdadero elemento último que nos interesa, tal como antes aparecía R en la demostración de la insuficiencia de la fórmula ' ab '?" Es claro que este punto de vista nos llevaría a una regresión al infinito. Nos preocuparíamos por elemento que une a los elementos en su unión con los elementos y así sucesivamente.
Más aún: una de las intenciones esenciales de Wittgenstein es contravenir tal postura, evitar tales preguntas. Para ilustrar el modo en que cree que los elementos se relacionan en los hechos, Wittgenstein se vale de la metáfora de la cadena. Del mismo modo en que en una cadena los eslabones no necesitan ninguna clase de pegamento o tercer elemento que los una, los objetos se valen de sí mismos para unirse en un hecho. ¿Qué representa entonces R si no un elemento? Simplemente el modo en que los objetos se relacionan, tal como, continuando con el ejemplo, los eslabones podrían unirse en forma recta o angulada.
De esta manera Wittgenstein gana no sólo el evitar un problema que se prolongaba al infinito, sino el evitar el truco metafísico de la postulación de pseudo-objetos que explican el modo de ser de la realidad. Esta conclusión que atañe aparentemente a un problema local de interpretación de nomenclaturas lógicas tiene como fondo una crítica a toda aquella filosofía que se valga de elementos externos al hecho para explicar su existencia como viene dada, elementos tales como las categorías de la subjetividad del idealismo kantiano.

#### Hechos y estados de cosas
Según Wittgenstein los objetos están conectados entre ellos de forma determinada. Wittgenstein nombra a una conexión de objetos "hechos" (Tatsache) o "estado de cosas" (Sachverhalt). La distinción entre Tatsache y Sachverhalt no es, sin embargo, fácil de establecer y ha ocasionado numerosos problemas a los comentaristas del Tractatus.
Se han propuesto dos interpretaciones:
1. El hecho es lo que es complejo; el estado de cosas es lo que es simple.
2. El hecho es lo que es real; el estado de cosas es lo que es posible.

##### Complejo y simple
La primera interpretación es la de Russell en el prefacio del Tractatus, que ha también sido respaldada por otros críticos. Se apoya en proposiciones como las siguientes:

"4.2211 Aun si el mundo es infinitamente complejo, de modo que cada hecho consiste en una infinidad de estados de cosas y que cada estado de cosas esté compuesto por una infinidad de objetos, haría falta aunque haya objetos y estados de cosas".

O esta otra en una carta a Russell en los Carnets 1914-1916:

"¿Cuál es la diferencia entre Tatsache (hecho) y Sachverhalt (estado de cosas)? Un Sachverhalt es lo que corresponde a un Elementarsatz (proposición atómica) si es verdadera. Un Tatsache es lo que corresponde al producto lógico de las proposiciones elementales cuando el producto es verdadero. La razón por la cual introduzco la Tatsache antes del Sachverhalt exigiría una larga explicación".

Habría que comprender entonces la diferencia entre Tatsache y Sachverhalt como una diferencia de lo complejo y lo simple. Esta interpretación justifica que se traduzca Sachverhalt como "hecho atómico". El Sachverhalt no es sino un hecho más simple. Tenemos entonces tres niveles: el hecho, que se descompone en hechos atómicos, los cuales a su vez se descomponen en objetos.

##### Real y posible
La segunda interpretación propone considerar que la Tatsache es un Sachverhalt que existe, que es el caso. Se apoya en otras proposiciones como las siguientes:

"1.1. El mundo es la totalidad de los hechos, no de las cosas".

"2.04. La totalidad de los estados de cosas existentes es el mundo".

"4.24. La proposición más simple, la proposición elemental, afirma la existencia de un estado de cosas".

Un Sachverhalt se convertiría entonces en un Tatsache cuando éste sea el caso. No habría diferencia entre ambos, con excepción de la existencia. Sería el hecho de ser real (de existir) o no lo que determinaría su estatus. Un estatus posible es entonces un Sachverhalt y un estatus real es un Tatsache.
El Tractatus presenta entonces aforismos para respaldar las dos interpretaciones. Brian McGuinness, uno de los traductores de la versión en inglés del Tractatus, propone una versión interesante de la segunda interpretación que resolvería la dificultad. Según él los hechos no están compuestos de estados de cosas en el sentido en que los estados de cosas formarían parte del hecho. Los estados de cosas presuponen a los hechos como posibilidades de actualización. El hecho es un estado de cosas que se realiza, un posible que se vuelve real.

"Un hecho (real por definición) presupone que una o varias posibilidades se han realizado. Esto a su vez no es concebible a menos que nos sea posible aprehender estas potencialidades independientemente de su realización. En otras palabras, no podemos afirmar un hecho cualquiera salvo si tenemos acceso a una reserva de posibilidades que aprehendemos mentalmente."

Es de esta manera como el Tractatus es hoy interpretado. La primera interpretación, que proviene del interés inicial en el libro, supone en efecto ciertas dificultades. Si el hecho está realmente compuesto de estados de cosas pierde su carácter de simplicidad: Ya no sería entonces el átomo lógico del mundo, papel que quedaría para los estados de cosas. En adelante, privilegiamos entonces la segunda interpretación.

#### Hecho positivo y hecho negativo
Wittgenstein parece distinguir entre dos tipos de hechos, los hechos positivos y los hechos negativos.

"2.Lo que es el caso, el hecho, es la existencia del estado de cosas."

"2.06 La existencia de los estados de cosas y su no existencia es la realidad. A la existencia de los estados de cosas y su no existencia las denominamos respectivamente también hecho positivo y hecho negativo)".

De nuevo aquí el Tractatus presenta una ambigüedad; se podría pensar que Wittgenstein realiza una división real entre dos tipos de hechos:
- Los hechos positivos, tales como "El Tractatus es un libro".
- Los hechos negativos, tales como "El Tractatus no es una fruta".

El hecho positivo correspondería a una expresión lógica del tipo "Pa"; el hecho negativo a una expresión del tipo "¬Pa".
Sin embargo, esta posición no es la del autor. Wittgenstein niega el que la negación (¬) tenga un correlato en la realidad. El signo (¬) no corresponde a algo en la realidad. Si este fuera el caso, tendríamos que admitir que las proposiciones "Pa" y "¬¬Pa" no son equivalentes. La primera expresión contiene en efecto dos signos menos que la segunda. Si dichos signos tuvieran un correlato en el mundo, las dos proposiciones no representarían la misma cosa. Sin embargo para Wittgenstein las proposiciones "Pa" y "¬¬Pa" sí tienen el mismo contenido de representación.
Hace falta comprender que para él "Pa", "¬Pa" y "¬¬Pa" resultan en el mismo estado de cosas. No existe más que un estado de cosas, del cual estas proposiciones afirman o niegan la realización. "Pa" y "¬¬Pa" afirman la realización de "Pa", "¬Pa" afirma la no realización de "Pa". La diferencia entre un hecho positivo y uno negativo es entonces una cuestión de lenguaje, y es únicamente en el lenguaje que la distinción se realiza. Hablando propiamente, no existen pues los hechos negativos.

### Objeto
Junto al concepto de hecho y de estado de cosas, el concepto de objeto es uno de los pilares de la ontología del Tractatus. A diferencia del hecho, el objeto no es parte del mundo; se le postula pero no se puede nunca llegar a él.

#### Objeto y hecho
Según Wittgenstein el hecho es el elemento más simple al cual se puede llegar por medio del análisis. Sin embargo el hecho está definido como una conexión de objetos, es decir como un complejo compuesto de partes más simples, los objetos. No hay en esto ninguna contradicción. El hecho es lo que es más simple realmente (en la realidad), el objeto es lo que es más simple teóricamente (en la teoría).
El residuo del análisis del mundo es un conjunto de hechos, pero los hechos suponen a los objetos que los constituyen. Wittgenstein se ve llevado entonces a postular los objetos. Si existe lo complejo, debe existir lo simple. El análisis debe llegar a un fin, no podría continuar infinitamente. Vemos aquí nuevamente una manifestación de su atomismo.
El objeto es entonces simple, pero no podemos considerarlo en su simplicidad. El objeto está siempre conectado a otros objetos, no se le puede aprehender más que en la ocurrencia de dicha conexión. Es en este aspecto que el hecho es realmente el elemento más simple: El objeto es simple, pero no podemos llegar a ella directamente, no podemos más que abstraerla a partir del hecho.

#### Forma del objeto
Wittgenstein afirma que los objetos poseen una forma; y ésta consiste en su posibilidad de ocurrencia en los estados de cosas (2.0141). O en otras palabras, un objeto no puede estar en conexión con otro objeto cualquiera. No aparece más que en ciertas conexiones, con ciertos otros objetos preestablecidos. Esta forma es inherente a los objetos: La posibilidad de combinar los objetos con tales otros objetos está ya inscrito en el objeto.
Si conocemos un objeto, sabemos en qué estados de cosas puede aparecer y en cuáles no. Este conocimiento de los estados de cosas en los cuales un objeto puede suceder se manifiesta en la utilización de los nombres. Cuando sabemos utilizar la palabra "lápiz", quiere decir que sabemos en qué proposiciones podemos encontrarlo; lo cual significa que conocemos los estados de cosas en los cuales el objeto lápiz podría aparecer.

#### Objeto y nombre
Wittgenstein establece un paralelismo entre el mundo y el lenguaje. Las proposiciones representan los hechos y los nombres los objetos. Desde esta perspectiva puede sostener que el objeto es el "significado" del nombre (aunque Bedeutung también se podría traducir como "referencia" o "denotación"). El objeto es aquello a que nos envía el nombre.
El papel del objeto es crucial para la determinación del significado: Una proposición en la que los nombres no nos envían a objetos es considerada por Wittgenstein como una pseudo-proposición carente de significado.
La idea de que el nombre significa el objeto no se debe entender como la posición real de Wittgenstein: Ni el objeto ni el nombre pueden aprehenderse directamente. En consecuencia no es sino teóricamente que "el nombre significa el objeto" (3.203). El significado de un nombre es de hecho el uso de ese nombre, las proposiciones en las que puede encontrarse. "Si un signo no tiene un uso, no tiene significado" leemos en el aforismo 3.328.

#### Objeto y sustancia
"2.021 Los objetos contienen la sustancia del mundo".
La sustancia está definida como lo que subsiste independientemente de lo que es el caso (2.024). Cualesquiera que sean los estados de cosas realizados, la sustancia permanece la misma. Todos los mundos posibles tienen entonces en común sus objetos.
La postulación de la sustancia es primordial para el Tractatus. Wittgenstein defiende una concepción de la verdad como correspondencia que supone que podemos comparar la proposición con el hecho. Si no hay sustancia, no podemos comparar la proposición con la realidad, el valor de verdad de la proposición depende entonces del sistema de proposiciones en el cual se encuentre (2.0211).
La sustancia no se postula pues gratuitamente: Juega un papel central en la obra. Sin la sustancia, se desvanece la posibilidad misma del significado. Sin objeto al cual referir el nombre, el nombre deja de tener significado, lo cual pondría fin al proyecto de delimitar las fronteras del significado y del no significado.

#### Naturaleza de los particulares
Mencionamos arriba dos tipos de objetos: Los particulares y las propiedades/relaciones. Y dimos ejemplos de particulares: "La nieve", "Julio", etc. Estos ejemplos no son sin embargo literalmente los particulares tal como los entiende Wittgenstein. No fueron mencionados más que con un fin pedagógico.
Dado que el objeto es simple y los estados de cosas mutuamente independientes, los particulares no pueden corresponder sino a elementos precisos. Si un objeto está en un estado de cosas de modo tal que podamos sacar una consecuencia de este estado de cosas concerniente al resto de estados de cosas, entonces no se trata de un particular.
Por ejemplo, un punto espacial no puede ser un particular. Si un punto está situado en el espacio, esto significa que no está situado en otro lugar en el espacio: Podemos pues deducir de su situación elementos concernientes a otros estados de cosas. Lo mismo ocurre con los puntos situados en el tiempo; todo lo espacio-temporal no puede ser entonces un particular wittgensteiniano.
El Tractatus no desarrolla el tema de a qué podría corresponder un particular. Dicha cuestión no tiene interés desde la perspectiva del libro. Sin embargo desde nuestra perspectiva existen dos interpretaciones posibles: Podríamos pensar que los particulares son los puntos masivos de la física o bien los puntos del campo de percepción. En ambos casos tenemos elementos que poseen propiedades sin que podamos deducir de estas propiedades cualquier cosa sobre el resto del mundo.

## Teoría de la imagen
Para Wittgenstein una imagen se caracteriza por el hecho de que representa algo. Esta capacidad de representar supone un punto en común entre la imagen y lo que representa, y este punto en común es la forma. Si una imagen es imagen de algo, lo es porque existe una identidad en la forma de las dos partes. Existe un isomorfismo entre el representante y el representado.
Este isomorfismo no se debe tomar en un sentido "concreto": Tener la misma forma no significa "parecerse". Lo que permite decir que dos objetos tienen la misma forma es el que podamos establecer una correspondencia entre cada uno de los elementos de estos dos objetos. Debe existir una correlación bi-unívoca entre la imagen y aquello de lo cual es la imagen: A cada elemento de la imagen debe corresponder un solo elemento en el representado.
Una proposición "Rab" es la imagen de un hecho Rab si todos los componentes de la proposición tienen un correlato en el hecho. El signo "R" corresponde a R, el signo "a" a a, etc.
Señalemos que para Wittgenstein las imágenes forman parte del mundo, son hechos ellas mismas. Una ilustración sencilla de esta idea puede darse al pensar en una fotografía o en un mapa topográfico. Las fotografías y los mapas están en el mundo, y se trata de imágenes en el sentido de Wittgenstein: Podemos establecer una correspondencia punto a punto con el mapa de una ciudad y la ciudad real.
Según el Tractatus, la posibilidad de representar yace en la identidad de la forma. Sin embargo esta forma no es representable. No podemos producir una imagen de lo que le permite representar a una imagen. Si este fuera el caso, la forma tendría ella misma una forma, lo cual es rechazado por Wittgenstein.

## Filosofía del lenguaje

### El lenguaje como imagen
Comparada con la concepción del lenguaje desarrollada más tarde por Wittgenstein, la del Tractatus parece más pobre. El lenguaje tiene como objetivo representar el mundo, proveer una imagen. Se le compara con lo real, con el cual comparte la forma.
Existe entonces un paralelismo estricto entre lo real y el lenguaje. Lo que es válido para el hecho y el objeto es válido igualmente para sus representantes en el lenguaje: La proposición es el nombre. Al nombre no se le puede considerar independientemente de una proposición y no puede insertarse en todos los contextos.
El carácter combinatorio está ya presente: De la misma forma que diferentes combinaciones de objetos permiten obtener diferentes hechos, las diferentes combinaciones de nombres resultan en diferentes proposiciones.
Esencialmente imagen, al lenguaje únicamente se le puede considerar entonces con respecto a la proposición (4.001). Las funciones pragmáticas del lenguaje quedan totalmente ocultas, lo que no es representación no se le toma en cuenta. En contraste, el último Wittgenstein se interesa mucho más por la práctica lingüística abandonando de esa forma la concepción "representacionalista" del Tractatus.

### Signo y símbolo
Aun si existen ambigüedades semánticas, Wittgenstein distingue el signo del símbolo. El signo es el elemento material del símbolo. Símbolos diferentes pueden corresponder a un mismo signo, y un mismo símbolo puede corresponder a varios signos.
La circunstancia de que en un idioma natural el mismo signo pueda vincularse a símbolos muy diferentes está en el origen de las confusiones filosóficas. La función de la lógica es entonces esclarecer dichas equivocaciones. El signo "es" no corresponde a los mismos símbolos en "Sócrates es", "Sócrates es el maestro de Platón" y "Sócrates es un filósofo". La primera expresión expresa la existencia de un individuo, la segunda expresa una identidad y la tercera expresa la posesión de una propiedad. Cada una de estas proposiciones tiene una forma lógica diferente.
"el idioma disfraza el pensamiento. Y de tal forma que no podemos, a decir por la forma exterior del vestido, descubrir la forma del pensamiento al que viste" (4.002)
Esta idea recuerda elementos del pensamiento de Russell y evoca su teoría de las descripciones definidas. Habría cierta desconfianza para con el lenguaje compartida por ambos, pero la postura de Wittgenstein es sin embargo más compleja. A diferencia de Russell no tiene voluntad alguna de reformar los idiomas naturales en beneficio de la lógica; critica únicamente el empleo filosófico del idioma.

### Los diferentes tipos de proposiciones
El Tractatus busca determinar los límites de lo que puede decirse de forma sensata.
Distingue entre tres tipos de enunciados:
- Las proposiciones sensatas o provistas de significado (sinnvoll).
- Las proposiciones insensatas o desprovistas de significado (unsinnig).
- Las proposiciones fuera de significado o vacías de significado (sinnlos).

Únicamente la primera categoría incluye "proposiciones" estrictamente hablando. Las otras dos categorías contienen "pseudo-proposiciones". Para Wittgenstein una proposición auténtica tiene significado; si no lo tiene, no es una "proposición".

#### Condiciones del significado

##### Significado y uso
Los criterios que propone Wittgenstein para afirmar que una expresión tiene un significado son bastante estrictos. Toda expresión en la cual los términos no refieren a algo quedan entonces excluidos del significado: Esto incluye a la metafísica pero también todos los enunciados de la ficción. Según el Tractatus, una frase como "Ulises fue depositado sobre el suelo de Ítaca en un profundo estado de sueño" no tiene ningún significado: El signo "Ulises" no denota nada.
Vimos, sin embargo, que los signos no pueden considerarse fuera de las proposiciones: Este criterio de sinsentido tiene entonces otra formulación. Una expresión es insensata cuando hace un uso incorrecto
de los signos. Si un signo es utilizado en un contexto donde no puede aparecer (en virtud de su forma), la expresión carece de significado. "Pedro se come un número primo" es insensata: El término "número primo" no puede combinarse de esa forma con "comer".
La teoría de Wittgenstein es, sin embargo, útil. "Lluvia la cae" no tiene significado, pero "lluvia", "la" y "cae" pueden ponerse en relación. "Cae la lluvia" es una proposición sensata: Lo que importa es la forma en la cual se combinan los signos. Aun si algunos nunca pueden entrar en relación, para otros es suficiente que la conexión obedezca a ciertas restricciones para que el enunciado tenga sentido.

##### Verificabilidad
Para el Wittgenstein del Tractatus las proposiciones sensatas obedecen a un criterio de verificabilidad. No se trata aquí de la posibilidad efectiva de verificar un enunciado o del conocimiento de un método que permitiría verificarla

#### Vacío de sentido y sinsentido
Los enunciados que no son sensatos son pseudo-enunciados, pero el ser un pseudo-enunciado no equivale a ser insensato. De forma bastante sorprendente, el Tractatus no hace coincidir "lo que no es sensato" con "lo que es insensato"; cuando una expresión carece de sentido no necesariamente es un sinsentido.
Wittgenstein establece dos categorías entre las pseudo-proposiciones que corresponden a elementos muy diferentes:
- unsinnig, que están en el sinsentido, que son insensatas.
- sinnlos, que no están en el ámbito del sentido.

##### Vacío de significado
Esta sección apela a nociones de lógica: véase Cálculo de proposiciones.
Las proposiciones vacías de significado, o fuera del significado, son proposiciones formales. No tienen ningún contenido y no pretenden proveer información. Wittgenstein piensa en expresiones de la lógica y de las matemáticas.
Estas "proposiciones" no tienen que ver con lo real, lo que expresan es más bien la forma de nuestro pensamiento. {\displaystyle A\rightarrow A} no dice nada de lo que existe: En todos los mundos posibles la expresión es verdadera. Es una tautología lógica: Su tabla de verdad da siempre el valor "verdadero" (o 1).
El estatus que el Tractatus les confiere a estos enunciados es muy original. En realidad las tautologías no son literalmente "verdaderas". Para que una proposición sea verdadera es necesario que un hecho le corresponda. La proposición verdadera sitúa al mundo real en el conjunto de los mundos posibles: Si Rab es un hecho, la proposición que afirma que "Rab" distingue el hecho (llevado a cabo) de los estados de cosas que no se han llevado a cabo. Indica algo sobre lo que es el caso y lo que no lo es.
Por el contrario, las tautologías llenan el conjunto del espacio lógico sin distinción. No dicen nada sobre lo que es el caso o no lo es, puesto que dicen que algo es el caso. Lo que expresan es necesario. Wittgenstein las excluye entonces del ámbito del significado. Cuando sé que "2+2=4" no hago más que reconocer la forma de mi pensamiento. No se está transmitiendo ninguna información sobre el mundo. Pero lo que afirma Wittgenstein implica que ocurre lo mismo con expresiones más complejas: "2 + 185462 − 3 = 200 000 − 165461" no es más informativa que "A = A".
Wittgenstein resuelve entonces la cuestión del conocimiento de los objetos lógicos mediante el absurdo. No existe conocimiento lógico: Solo existe conocimiento de lo contingente. Lo que es necesario no tiene el mismo estatus, no lo "conocemos".
Por supuesto este diagnóstico vale para las contradicciones. "Falsas" en todas las situaciones, son el inverso de las tautologías y se les considera de la misma forma.

##### Sinsentido
Lo que Wittgenstein llama sinsentido comprende una gran cantidad de proposiciones heteróclitas. Vimos que las proposiciones de la metafísica y la ficción son insensatas, pero lo mismo ocurre con las de la ética y la estética. La distinción entre lo decible y lo indecible adquiere aquí toda su importancia. Las proposiciones vacías de significado son indecibles, pero no significan un problema: No tienen ninguna pretensión informativa. No ocurre lo mismo con las proposiciones del sinsentido. Son enunciados que creen afirmar cosas sobre lo real cuando no lo hacen, y sobre todo no pueden hacerlo. Los criterios del significado planteados por el Tractatus rechazan todo enunciado que no describa hechos del ámbito del significado.
El sinsentido no se identifica sin embargo con el absurdo. No es porque una proposición sea insensata que aquello de lo que trata de hablar carezca de importancia. Por el contrario, aquello de lo que intentan hablar ciertas pseudo-proposiciones es crucial: El error reside únicamente en la tentativa de expresarlo por medio del idioma. El Tractatus permite entonces que aparezcan categorías diferentes entre las pseudo-proposiciones insensatas.
Entre ellas podríamos encontrar a los enunciados metafísicos, los absurdos, pero también los enunciados éticos y estéticos, los cuales gozan de un estatus muy particular. El caso de los enunciados filosóficos será abordado después, pero está claro que la filosofía solo produce pseudo-proposiciones.
Al Tractatus Logico-philosophicus se le menciona a menudo por su aspecto anti-metafísico. Wittgenstein la crítica de hecho en tanto la considera absurda. La metafísica no puede cumplir con las condiciones del significado. Hace uso de términos carentes de significado; pero emplea también palabras comunes en usos que no son posibles. Reutiliza palabras del idioma ordinario sin reasignarles un significado que convenga a su nuevo contexto de uso. Y quebranta entonces de esta manera la condición fundamental del discurso sensato.
Al igual que la filosofía, cae en la trampa del lenguaje ordinario y es ciega a la estructura real del pensamiento. Se apega a la gramática natural y no ve la gramática lógica de las palabras. Confunde el signo con el símbolo y conduce a absurdos.
Por el contrario, la ética y la estética son valoradas por Wittgenstein. Aunque dichos temas sean únicamente abordados al final de la obra en unas cuantas proposiciones, no son menos dignos de interés. El Tractatus los acerca a la lógica. Al igual que la lógica, la ética y la estética son condiciones del mundo: No menos de lo que podemos concebir un mundo sin lógica, podemos concebir un mundo sin ética y sin estética. En esto la ética y la estética son trascendentales (6.13, 6.421). El hecho que no podamos hablar de ellas no les resta ninguna importancia.

## Concepción de la filosofía
Expuesta principalmente en los aforismos 4.003 a 4.116, la concepción de la filosofía del Tractatus forma parte de los elementos que serían los más influyentes. Proponiendo al mismo tiempo una nueva visión de la disciplina y una crítica de la filosofía anterior, Wittgenstein estableció a la filosofía como una actividad directamente ligada al lenguaje y al significado.

### Ciencia y filosofía
La filosofía se diferencia estrictamente de la ciencia. No es ni el método ni la precisión lo que conforman esta distinción. Simplemente la filosofía y la ciencia no tienen el mismo propósito. La ciencia busca producir descripciones verdaderas del mundo, su objetivo es lo real. La filosofía no tiene por objeto lo real, no habla del mundo ni se propone hacerlo.
La filosofía no produce entonces ninguna proposición (oración con sentido), ni verdadera ni falsa. A diferencia de la ciencia que produce teorías, la filosofía se presenta como una actividad. Una teoría es un conjunto de proposiciones, y esto precisamente es lo que la filosofía no es. La filosofía produce esclarecimientos sobre proposiciones, y no nuevas proposiciones. No existen proposiciones "filosóficas" en la forma en que existen proposiciones "científicas". La filosofía tiene un rol secundario, vuelve al contenido de las proposiciones de otras disciplinas. Wittgenstein rechaza la idea de un metalenguaje, los enunciados de la filosofía no son metaenunciados, son únicamente pseudo-proposiciones. La filosofía está entonces condenada a no producir otra cosa que el sinsentido. "La filosofía está llena de las confusiones más fundamentales".

“La mayor parte de las proposiciones e interrogantes que se han escrito sobre cuestiones filosóficas no son falsas, sino absurdas. De ahí que no podamos dar respuesta en absoluto a interrogantes de este tipo, sino sólo constatar su condición de absurdos. La mayor parte de los interrogantes y proposiciones de los filósofos estriban en nuestra falta de comprensión de nuestra lógica lingüística.

(Son del tipo de interrogante acerca de si lo bueno es más o menos idéntico que lo bello.)

Y no es de extrañar que los más profundos problemas no sean problema alguno” .

### La filosofía como actividad
La filosofía se presenta como una actividad de esclarecimiento lógico. La filosofía desvela la forma lógica de los enunciados detrás de su expresión en el lenguaje natural. Permite entonces encontrar las pseudo-proposiciones mostrando que sus términos no se utilizan de acuerdo a la forma de las palabras o poniendo de manifiesto la ausencia de significado de los nombres. Es una "crítica del lenguaje" (4.0031).
Esta actividad de crítica no ocurre sin embargo en todos los usos del lenguaje. Wittgenstein no considera defectuoso al lenguaje ordinario; por el contrario, "todas las proposiciones de nuestra lengua usual están de hecho, tal como están, ordenadas de forma lógicamente perfecta" (5.5563). Donde el autor condena los errores y los sinsentidos es en el discurso filosófico y en la metafísica.
La filosofía pone de manifiesto lo que siempre tuvimos frente a los ojos y que por esta razón no veíamos. En este sentido, la concepción de la filosofía tal como la presenta el joven Wittgenstein está en consonancia con la que defenderá en sus Investigaciones filosóficas, donde escribirá que "La filosofía se conforma con poner todo frente a nosotros, sin explicar ni deducir nada. - Como todo está ahí, ofrecido a la vista, no hay nada que explicar" (§126).

### Crítica de la filosofía
La concepción de la filosofía de Wittgenstein le sirve principalmente para denunciar la filosofía tal como ha sido practicada antes que él. Los filósofos hacen un uso inapropiado del lenguaje, enuncian proposiciones insensatas y utilizan términos sin referentes. Y peor aún, se equivocan en cuanto a la naturaleza de lo que realizan: Creen hablar de lo real cuando no es este el caso. La filosofía se toma entonces como una teoría, como una ciencia.
En lo que respecta a Wittgenstein el estatus de la filosofía que defiende no está explícitamente definido. La filosofía de Wittgenstein se une a la mala filosofía en cuanto tampoco habla de lo real. Si el Tractatus no se ilusiona sobre el estatus de lo que dice, viola sin embargo las condiciones del significado que el mismo estableció. El estatus final de la filosofía es entonces ambiguo: Wittgenstein ataca un tipo de filosofía, pero la suya no está tampoco en condición de enfrentar sus propias críticas.
Cualquiera que sea la filosofía no hace más que enunciar pseudo-proposiciones. Pero si la filosofía que ataca el Tractatus enuncia pseudo-proposiciones absurdas, la filosofía del Tractatus podría sostener proposiciones insensatas sin ser objeto de ataque. Estas proposiciones estarían entonces próximas de las de la ética y la estética. Wittgenstein no trata abiertamente sobre este asunto y su silencio después de la publicación de su obra no nos provee ninguna respuesta.

### Sentido de la filosofía
La filosofía no se limita a exponer los sinsentidos, sino que es sobre todo la actividad que delimita el sentido del sinsentido. Es ella la que determina lo que, en el ámbito de lo pensable, puede decirse. Tiene entonces un papel crucial en la perspectiva del Tractatus. Plantea las condiciones del discurso sensato y del discurso insensato. Su utilidad más allá de eso no queda establecida. La filosofía podría o bien detenerse habiendo realizado la demarcación, o bien continuar en un papel regulador. La crítica del lenguaje podría entonces operarse de una vez por todas en la delimitación de los criterios del significado o bien renovarse permanentemente mediante el análisis efectivo del lenguaje con respecto a los criterios planteados.

”La filosofía no es ninguna de las ciencias naturales.
(La palabra “filosofía” ha de significar algo que está por arriba o por debajo, pero no junto a las ciencias naturales).
El objetivo de la filosofía es la clarificación lógica de los pensamientos.
La filosofía no es una doctrina, sino una actividad.
Una obra filosófica consta esencialmente de aclaraciones.
El resultado de la filosofía no son “proposiciones filosóficas”, sino el que las proposiciones lleguen a clarificarse. La filosofía debe clarificar y delimitar nítidamente los pensamientos, que de otro modo son, por así decirlo, turbios y borrosos.
La psicología no tiene más parentesco con la filosofía que cualquier otra ciencia natural.
La teoría del conocimiento es la filosofía de la psicología. (…)
La teoría darwinista no tiene que ver con la filosofía más que cualquier otra hipótesis de la ciencia natural.
La filosofía delimita el ámbito disputable de la ciencia natural.
Debe delimitar lo pensable y con ello lo impensable.
Debe delimitar desde dentro lo impensable por medio de lo pensable” .

## Ética
Dada la ausencia explícita del asunto ético en el Tractatus y lo críptico de muchas de las observaciones, es quizás más apropiado limitarse a consignar las palabras del propio Wittgenstein en el prefacio: "todo lo que puede ser expresado en absoluto puede ser expresado claramente, y sobre aquello que no puede ser expresado debemos guardar silencio". Además del aspecto místico de lo inefable, entre lo que no puede ser expresado está también incluido la ética (y la estética), tal como lo expresa claramente en una carta a von Ficker:

"El punto del libro es ético. En un momento tuve la intención de incluir en el prefacio una frase que no se encuentra ahora ahí pero que escribiré para ti aquí, ya que será quizás algo clave para tu trabajo. Lo que quise escribir entonces fue esto: Mi trabajo consiste de dos partes: La que está presentada aquí más todo lo que no escribí. Y precisamente esta segunda parte es la importante. Puesto que en mi libro lo ético tiene sus límites dibujados desde adentro, por así decirlo; y estoy convencido de que esta es la ÚNICA forma rigurosa de trazar ese límite. En pocas palabras, creo que ahí donde muchos otros están hoy simplemente suponiendo, he logrado en mi libro poner firmemente todo en su lugar al guardar silencio sobre ello. … Por ahora te recomendaría leer el prefacio y la conclusión, pues contienen la expresión más directa de este punto".

## Influencia delTractatus
A pesar de su carácter a veces enigmático, el Tractatus tuvo un éxito considerable en ciertos entornos. Llamó principalmente la atención de los miembros del Círculo de Viena y en particular de Rudolf Carnap y Moritz Schlick. Los neopositivistas llegarían a adoptar como emblema la frase de Wittgenstein que afirma que "Todo lo que se puede decir se puede decir claramente". Pero prescindieron sin embargo de la segunda parte del enunciado: "De aquello de lo que no podemos hablar debemos guardar silencio". A diferencia de Wittgenstein los positivistas lógicos no consideraban que hubiera algo sobre lo que se debiera callar, no existía en ellos la dimensión mística.
Aunque ligeramente diferente, la concepción de la filosofía asumida por los miembros del Círculo de Viena le debe bastante al Tractatus. La filosofía no es una ciencia, no habla del mundo sino del lenguaje sobre el mundo, su vocación es la de esclarecer el discurso de la ciencia. El método de la filosofía estará para ellos vinculado al lenguaje: El análisis del lenguaje y de los conceptos de la ciencia permitirán la claridad buscada.
Sin embargo se debe matizar la influencia de Wittgenstein de acuerdo a cada miembro, ya que se manifiesta de forma diferente en cada uno. Fue muy marcada en Carnap por medio de su concepción de los enunciados y la posibilidad de comparar los enunciados con lo real; y más difícil de establecer en Neurath, para quien las proposiciones no se comparan sino con otras proposiciones.
Independientemente de su herencia teórica, Wittgenstein jugó un papel particular para el Círculo de Viena. Un estudio línea por línea del Tractatus fue realizado por el grupo durante los años 20, y Wittgenstein participó incluso en algunas reuniones del Círculo. Quería sobre todo reunirse con ciertos miembros como (Schlick, Carnap, Waisman). A menudo rehusaba discutir de filosofía e insistía en recitar la poesía de Tagore con su silla volteada hacia la pared. Wittgenstein terminó rompiendo sus relaciones con el Círculo al percatarse de que Carnap había utilizado y malinterpretado algunas de sus ideas sin su autorización.

## Transición y crítica delTractatus
El Tractatus debía resolver definitivamente los problemas de los cuales trataba y terminar relegando la filosofía. Wittgenstein volvió sin embargo a la filosofía en 1929 después de siete años de silencio. Después de su regreso Wittgenstein abandonó una parte de las tesis presentadas en su primera obra. De su Tractatus logico-philosophicus Wittgenstein rechaza cuatro tesis principales:
- El atomismo lógico: Los enunciados elementales son independientes los unos de los otros.

- La extensionalidad: El valor de verdad de una proposición depende del valor de verdad de las proposiciones que la componen.

- El papel del lenguaje es representar el mundo.

- La lógica es el único lenguaje perfecto.

El cambio es real y substancial pero existe sin embargo una continuidad entre el Wittgenstein del Tractatus y el Wittgenstein posterior. Puesto que no es aquí nuestro objetivo exponer la filosofía tardía de Wittgenstein, no mencionaremos más que lo que se puede poner en relación directa con el Tractatus.
- La filosofía no debe ocuparse de un lenguaje ideal, debe interesarse del lenguaje ordinario.

- El método de la filosofía no tiene nada que ver con el de la ciencia, la filosofía no establece leyes. Es una "fenomenología" (en el sentido de Husserl).

- El significado del nombre no es el objeto. El significado reside en el uso semántico.

Se produce además un cambio en el método: Mientras que en el Tractatus no hay casi ejemplos, su filosofía posterior los utilizará abundantemente. Dicha filosofía tiene entonces tanto un propósito como un método diferentes, pero continúa siendo una filosofía sobre el sentido, tema omnipresente en Wittgenstein. Aunque la ruptura es real y determinante, exagerarla sería un error.
La idea de que la filosofía no es una doctrina y que por lo tanto no se justifica el dogmatismo es una de los más importantes aportes del Tractatus. Sin embargo, ya desde 1931 Wittgenstein se refería al Tractatus como una obra dogmática. Emplea el término para designar toda concepción que permite la existencia de una brecha entre la pregunta y la respuesta, de modo tal que la pregunta se pueda determinar en un momento posterior a la respuesta. El complejo edificio del Tractatus está construido sobre el supuesto de que el propósito del análisis lógico era descubrir las proposiciones elementales, cuya forma era aún desconocida. Lo que marca su transición hacia el Wittgenstein posterior puede resumirse en el rechazo total del dogmatismo, esto es, en establecer todas las consecuencias de este rechazo. El desplazamiento del ámbito de la lógica hacia el del lenguaje ordinario como el eje de la atención filosófica; el pasar de un énfasis en la definición y el análisis hacia el "parecido de familia" y los "juegos del lenguaje"; y el reemplazar la escritura filosófica sistemática por un estilo aforístico. Todos aspectos que tienen que ver con esta transición hacia el anti-dogmatismo llevado al extremo. Y es en las Investigaciones filosóficas que se culmina finalmente el proceso de las transiciones, pero está ya presente en otros de sus escritos del mismo período, como por ejemplo, en su aplicación a la filosofía de las matemáticas o a la psicología filosófica.

## Anécdotas
- El título "Tractatus logico-philosophicus" podría ser una referencia al Tractatus Theologico-Politicus de Baruch Spinoza. Fue propuesto por G.E.Moore al momento de la primera traducción al inglés. Sin embargo es poco probable que Wittgenstein haya leído esa obra de Spinoza.[25] La primera publicación del Tractatus fue en la revista alemana Annalen der Naturphilosophie (XIV, 3-4, págs. 185-262), bajo el título “Logisch-Philosophische Abhandlung”. Un año más tarde (en 1922) aparecería la primera edición bilingüe (alemán-inglés) en la editorial Kegan Paul de Londres, acompañada de una introducción de Russell, y ya bajo el título en latín que hoy conocemos: Tractatus Logico-Philosophicus. La traducción de un texto como el Tractatus no es cosa fácil, ya que se trata de un lenguaje muy técnico y usado con total rigor. Por ello, desde el principio se han acompañado todas las traducciones con el texto original en alemán, y esa fue la principal razón esgrimida por Moore para poner el título en latín, pues se considera el latín un idioma neutral

- Wittgenstein declaró a propósito de su obra: "Al lado de cosas buenas y originales, mi libro, el tratado log.phil., contiene también su parte de kitsch".[26]  También dijo que:“Es un libro que consta de dos partes: la aquí presentada y lo que no escribí. Justamente esa segunda parte es la más importante”.[27]

- En una conversación con Frank Ramsey le confesó que "había olvidado lo que tenía en mente" al escribir ciertos pasajes.[cita requerida]

- El músico finlandés Mauri Antero Numminen realizó una adaptación musical del Tractatus en 1966. La obra retoma frases en diversos estilos musicales: jazz, rock, valse, música atonal y marcha.

- Existen quince "proposiciones fantasma" que deberían estar presentes en el texto si la secuencia proposición principal/observación sobre esta proposición fuera perfecta. Dichas proposiciones "faltantes" son: 2.0,  2.020, 2.20, 3.00, 3.0, 3.20, 4.00, 4.0, 5.0, 5.10, 5.50, 5.530, 6.00, 6.0, 6.120.[28]

## Traducciones

### Traducciones al inglés
La traducción de C. K. Odgen de 1922 es históricamente la primera. Fue preparada con la ayuda de Frank P. Ramsey, G. E. Moore y el mismo Wittgenstein. Adolece sin embargo de debilidades como el hablar de "hechos atómicos", con la problemática mencionada arriba. En la edición Ogden el texto de Wittgenstein está precedido de un prefacio de Russell, en el cual afirma que "seguramente merece (...) ser considerado como un evento importante en el mundo filosófico". Sin embargo, el prefacio decepcionó a Wittgenstein pues mostraba que su obra no había sido comprendida, al punto de oponerse a que fuera publicado en la edición alemana. En una carta a Russell del 6 de mayo de 1920 se expresa de la siguiente manera:

"Tu Introducción no será impresa, y en consecuencia es probable que tampoco lo sea mi libro. Porque cuando tuve frente a mí la traducción alemana de la Introducción, no puede decidirme a dejarla imprimirse con mi libro. La fineza de tu estilo inglés, como es natural, en efecto se había perdido en la traducción, y lo que quedaba no era sino superficialidad e incomprensión".

Sin embargo, el prefacio de Russell se imprimió en las ediciones posteriores del Tractatus, tanto en inglés como en otros idiomas. La edición de Ogden es bilingüe y presenta el texto alemán al lado de la traducción inglesa.
La segunda traducción inglesa, que implica una mejora sensible, se debe a David Pears y Brian McGuinness, e introduce el término "state of affairs" (estado de cosas) para restituir Sachverhalt y tiene el mérito de contar con Brian McGuinness, uno de los más reconocidos críticos de Wittgenstein.

### Traducciones al francés
Puesto que la mayor parte de este artículo se tradujo desde la entrada francesa, se menciona la segunda traducción francesa publicada en 1993, de Gilles-Gaston Granger, considerada mejor que la precedente. Sin embargo, se le reprocha a veces el haber restituido bestehen por "sustancia" y no por "existencia", cuya elección se explica por el hecho de que bestehen no hace referencia en el texto a la existencia empírica sino más bien a la existencia en el ámbito lógico.

### Traducciones al español
Existen al menos cuatro traducciones del Tractatus al español: la de Enrique Tierno Galván (Revista de Occidente), la de Jacobo Muñoz e Isidoro Reguera (Alianza y Gredos) y la de Luis Valdés Villanueva (Tecnos) que se asientan en la traducción inglesa de la copia del manuscrito TS 202 que contiene errores al ser copiado y equívocos adquiridos en la traducción al inglés. Además, se ha publicado y traducido el manuscrito original TS 204 -el archetypus- por Jesús Padilla Gálvez (Tirant lo Blanch) con un aparato crítico que permite reconstruir el origen de cada una de las entradas que aparecen en el Tractatus. En esta versión se han resuelto los errores que aparecen en TS 202 y en la traducción inglesa y que han sido erróneamente traducidos en las tres primeras ediciones al español arriba mencionadas. Se ha efectuado una nueva traducción del Tractatus con el fin de remediar los erreres en las traducciones inglesas que han repercutido en las traduciones españolas en la nueva versión del Tractatus publicado en Tirant Humanidades.